# Klaus Goedecke
Klaus Goedecke (* 8. Dezember 1939 in Suhl) ist ein deutscher Politiker (SPD) und ehemaliger thüringischer Landtagsabgeordneter.

## Leben und Beruf
Nach einer zweijährigen Ausbildung zum Maschinenschlosser arbeitete Goedecke von 1955 bis 1963 in diesem Beruf. Zwischen 1959 und 1965 besuchte er Fachschulen, die er als Industriemeister (1962) und als Techniker (1965) verließ. Ab 1963 arbeitete er 21 Jahre lang als Technologe. Während dieser Zeit absolvierte er eine Ingenieurschule und wurde Ingenieur-Ökonom. Von 1984 bis 1990 war er als Projektierungsingenieur und bis 1994 als Betriebsratsvorsitzender tätig. Goedecke ist verheiratet und hat fünf Kinder.

## Politik
Goedecke trat 1990 in die SPD ein. Er war in der zweiten Wahlperiode (1994 bis 1999) Mitglied des Thüringer Landtags. Goedecke hatte bis 1994 die Funktion des Vorsitzenden der SPD-Stadtratsfraktion in Suhl inne. Anschließend wurde er zum stellvertretenden Vorsitzenden seiner Partei für den Kreisverband Suhl gewählt.